# Gulf Oil
 (novembre 2018).
Si vous disposez d'ouvrages ou d'articles de référence ou si vous connaissez des sites web de qualité traitant du thème abordé ici, merci de compléter l'article en donnant les références utiles à sa vérifiabilité et en les liant à la section « Notes et références ».
Pour les articles homonymes, voir Gulf.
Gulf Oil est une compagnie pétrolière internationale créée en 1901. En 1941, elle était la compagnie la plus importante et la neuvième du classement en 1971 et était l'une des fameuses « 7 sœurs ». Gulf était l'un des instruments principaux de la fortune de la légendaire famille Mellon ; Gulf ainsi que la Mellon bank avaient leur siège à Pittsburgh en Pennsylvanie.
Gulf Oil a cessé d'être une compagnie indépendante en 1984 lorsqu'elle a fusionné avec Standard Oil of California (Aussi connue sous le nom de Chevron). Cependant, la marque Gulf ainsi qu'un grand nombre des activités de Gulf Oil Corporation ont survécu. Depuis son rachat par le groupe Hinduja au début des années 1990, la marque Gulf connaît un regain significatif apparaissant comme un réseau flexible d'alliances commerciales basées sur des partenariats ainsi que sur l'octroi de licences d'exploitation de la marque. Le slogan international de la marque est « Your local global brand ». 
La compagnie Gulf Oil International se présente désormais sous la forme d'une entreprise répondant aux critères de la « nouvelle économie ». Elle emploie en effet peu de personnes directement et son actif est principalement d'ordre intellectuel : gestion de la marque Gulf, explication et promotion des produits, et enfin, recherche scientifique. Le secteur recherche de la société est basé à Bombay, tandis que son développement est assuré par les bureaux de Londres. La compagnie est cependant domiciliée aux îles Caïmans. La compagnie se concentre avant tout sur la production downstream et occupe un large marché de par ses alliances commerciales, ses franchises ainsi que tous ses accords de distribution.

## Historique
Gulf fut lancée par la découverte de pétrole à Spindletop au Texas. Un groupe d'investisseurs vinrent ensuite promouvoir le développement d'une raffinerie à Port Arthur, le port le plus proche. L'investisseur le plus important était William Larimer Mellon de la Mellon bank de Pittsburgh ainsi qu'un grand nombre de client de ladite banque. Gulf Oil Corporation fut, elle, formée en 1907 par un regroupement de différentes affaires pétrolières dont les principales étaient J.M Guffey Petroleum et les compagnies de raffineries Gulf du Texas. 
Les rendements de Spindletop culminaient à 100 000 barils par jour après la découverte du site mais commencèrent déjà à décliner. En 1927, de nouvelles découvertes offrirent à Spindletop sa meilleure production mais un déclin prématuré força Gulf à chercher d'autres sources de revenus pour maintenir les investissements constants. Ce fut chose faite avec la construction du pipeline Glenn Pool connectant les gisements de l'Oklahoma avec la raffinerie de Port Arthur le long de 640 kilomètres. De là, Gulf se mit à construire tout un réseau de pipelines et de raffineries dans l'est et le sud des États-Unis. Ainsi, Gulf Oil approvisionnait Mellon Bank en investissement. 

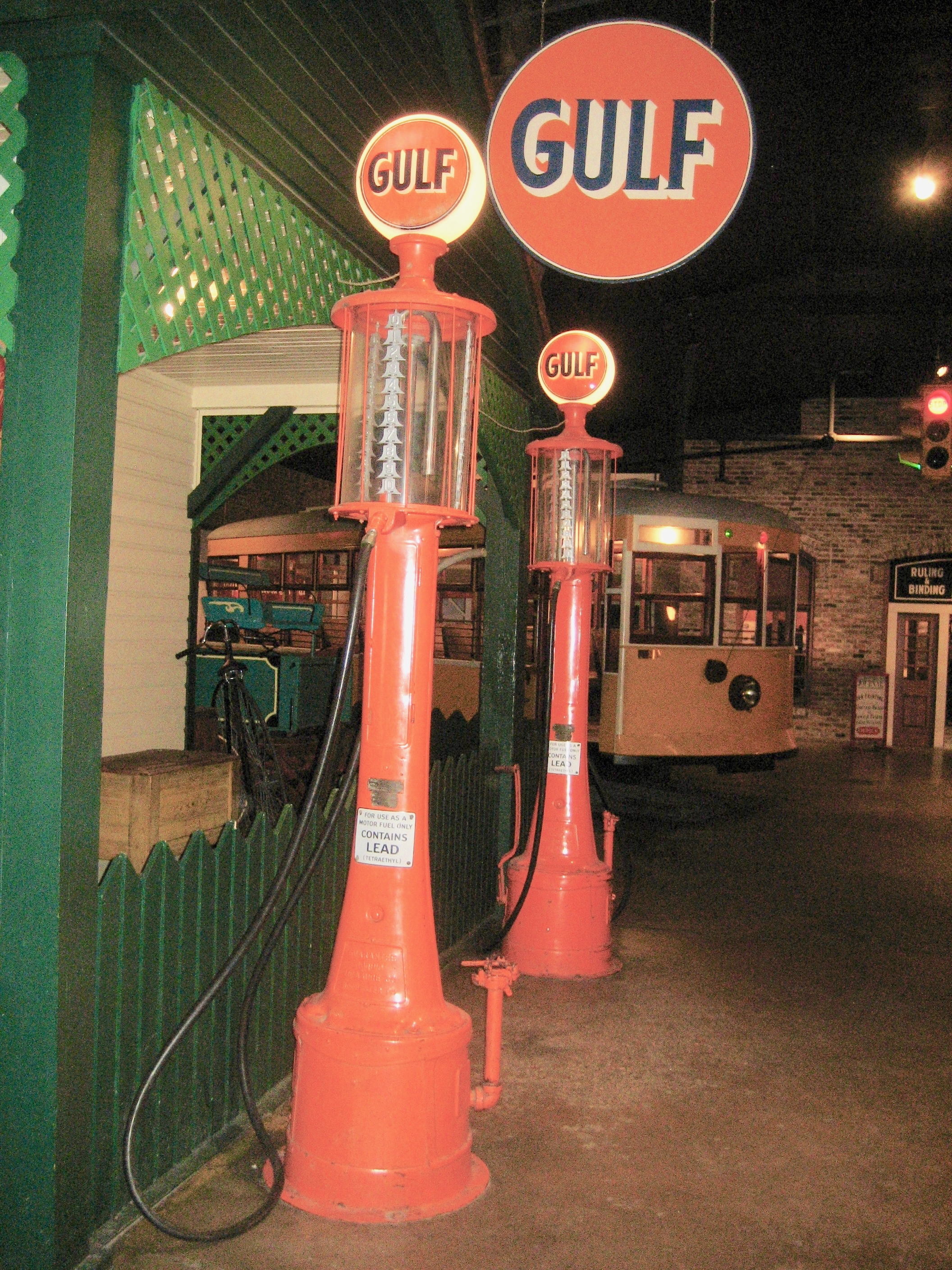
Une pompe Gulf au musée du commerce de Pensacola.

Gulf promut le concept de produits marqués en vendant de l'essence avec des pompes estampillées du reconnaissable disque orange. Un client achetant de l'essence Gulf pouvait être assuré de sa qualité (Au début du siècle, il était risqué d'acheter de l'essence démarquée du fait du manque de contrôle des produits).
Gulf grandit régulièrement dans l'entre-deux-guerres se concentrant sur le marché nord-américain. La compagnie était caractérisée par un développement vertical, elle était en effet active dans tous les secteurs de l'industrie pétrolière : exploration, extraction, transport, raffinement et vente. Elle s'engagea également dans des industries dérivées comme la pétrochimie ou l'automobile. Elle introduisit des innovations commerciales et techniques significatives comme les premiers drive-in, les cartes routières, les forages off-shore ainsi que le procédé de raffinage du craquage catalytique. Gulf fut également à l'origine des critères d'intégration de l'« Oil major », groupe de concertation des compagnies assumant des positions importantes dans différents pays.
Gulf mena une quantité importante d'opérations d'exploration et de production dans le golfe du Mexique et au Koweït. La compagnie joua en effet un rôle majeur dans les débuts du Koweït en tant que puissance pétrolière et profita apparemment de bonne relation avec le gouvernement koweïtien. Ces relations étroites lui attirèrent quelques critiques car assimilées à un appui à un gouvernement non démocratique. Suspicion que renforça la découverte de documents retrouvés avec le corps d'un patron de Gulf tué lors du crash du vol TWA 903 au Caire en 1950. 
En 1934, Kuwait Oil Company fut formée par une alliance entre British Petrolium (BP) et Gulf. Le capital était également réparti entre ces deux géants. Cette affaire très viable permis de donner à Gulf des bases économiques suffisantes pour la conquête des marchés européens, africains et indien.
Gulf poursuivit donc un développement mondial jusqu'au milieu des années 1970. Une grande part de l'expansion consistait au rachat de chaînes de stations services privées. Gulf investit lourdement dans le développement technologique des produits pétroliers et commença dès lors à développer sa gamme de lubrifiants.
C'est à cette époque que Gulf atteignit son apogée avec une production journalière de 1,3 million de barils, un actif s'élevant à 6,5 milliards de dollars, 58 000 employés à travers le monde, et enfin, 163 000 actionnaires. 
En 1974, l'assemblée nationale du Koweït s'attribua 60 % du capital de KOC et la compagnie entière en 1975. Ceci eu pour conséquence d'augmenter incroyablement les coûts de production de Gulf qui disposait jusque-là de tarifs très avantageux au Koweït. Ici commença le déclin de Gulf qui était incapable de soutenir ses nouvelles conditions de production.
À la fin des années 1960, Gulf était à la pointe de divers projets pour adapter l'industrie pétrolière aux évolutions conjoncturelles y compris la fermeture du canal de Suez à la suite de la guerre de 1967. Par exemple, Gulf entreprit la construction de terminaux en eaux profondes en Irlande et au Japon capables d'accueillir d'énormes bâtiments desservant les marches européens et asiatiques. En 1968, Gulf agrandit sa flotte avec le plus grand tanker du monde the Universe Ireland incapable de s'amarrer à des ports de taille normale. 
Gulf a également participé à un partenariat avec d'autres compagnies prépondérantes telles Texaco dans le but de construire une raffinerie de craquage catalytique à Milford Haven ou encore Associated Mainline Pipelines avec qui elle voulut un réseau étoffé de pipelines. Cependant, la réouverture du canal de Suez n'a pas permis les résultats escomptés pour ce dernier projet. De plus, le nouveau terminal irlandais de Bantry fut dévasté par l'explosion du tanker Bételgeuse en janvier 1979 et ne fut jamais complètement rouvert.
La Gulf dépense 4 millions de dollars en 1967 et en 1971 pour la réélection du président sud-coréen Park Chung-hee, étant intéressée par la prospection offshore dans la mer du Japon.
Dans les années 1970, Gulf participa au développement de forages pétroliers dans la mer du Nord ainsi qu'en Angola. Alors qu'elles demandaient des dépenses importantes, ces opérations ne compensèrent jamais les pertes au Koweït. De plus, une armée de mercenaires dut être employée pour protéger les sites de production de Gulf durant la guerre civile en Angola. Les relations de Gulf avec le gouvernement angolais lui attirèrent également des critiques, d'autant plus que ledit gouvernement souhaitait mettre en place un régime d'inspiration soviétique. 
En 1975, l'implication de plusieurs responsables de Gulf pour « contribution politique » illégale alors que Gulf accusait une période difficile eut une influence importante sur les événements qui suivirent. 
Les opérations menées par Gulf souffrirent pendant la récession du début des années 1980. De ce fait, Gulf dut entamer un programme de refonte du personnel pour maintenir sa viabilité. Gulf reconnut à ce moment que le temps de sa prépondérance était révolu. Le moment était venu de se concentrer sur des marchés où Gulf gardait des avantages sur ses concurrents.

## Marketing et promotions
À la fin des années 1930, le manager de Gulf aviation, Alfred J. Williams, commanda à la Grumman Aircraft Engineering Corporation la construction de deux avions destinés à la promotion de Gulf. Portant les couleurs et l'emblême de la marque, Williams entreprit un tour de l'Europe sur l'un d'eux. Un des deux avions est désormais exposé au National Air and Space Museum de Washington. Le second, alors qu'il avait été prêté à l'armée, se crasha dans le sud de la Floride en 1943.
Gulf fut le premier sponsor de NBC news dans les années 1960 notamment pour la couverture des événements aérospatiaux américains. Gulf utilisa son lien avec la chaîne pour offrir des cadeaux dans ses stations comme des stickers de logos de missions spatiales, des maquettes de navettes spatiales ou encore un livre intitulé Nous venons en paix et présentant de nombreuses photos de l'alunissage d'Apollo 11. 
Une des publicités particulièrement mémorables de la coopération de Gulf et de NBC pendant leur couverture des missions Apollo montrait des vues aériennes de l'Universe Ireland avec Tommy Makem and the Clancy Brothers chantant Bringin' Home the Oil. Le but était de promouvoir les opérations de Gulf dans la baie de Bantry.

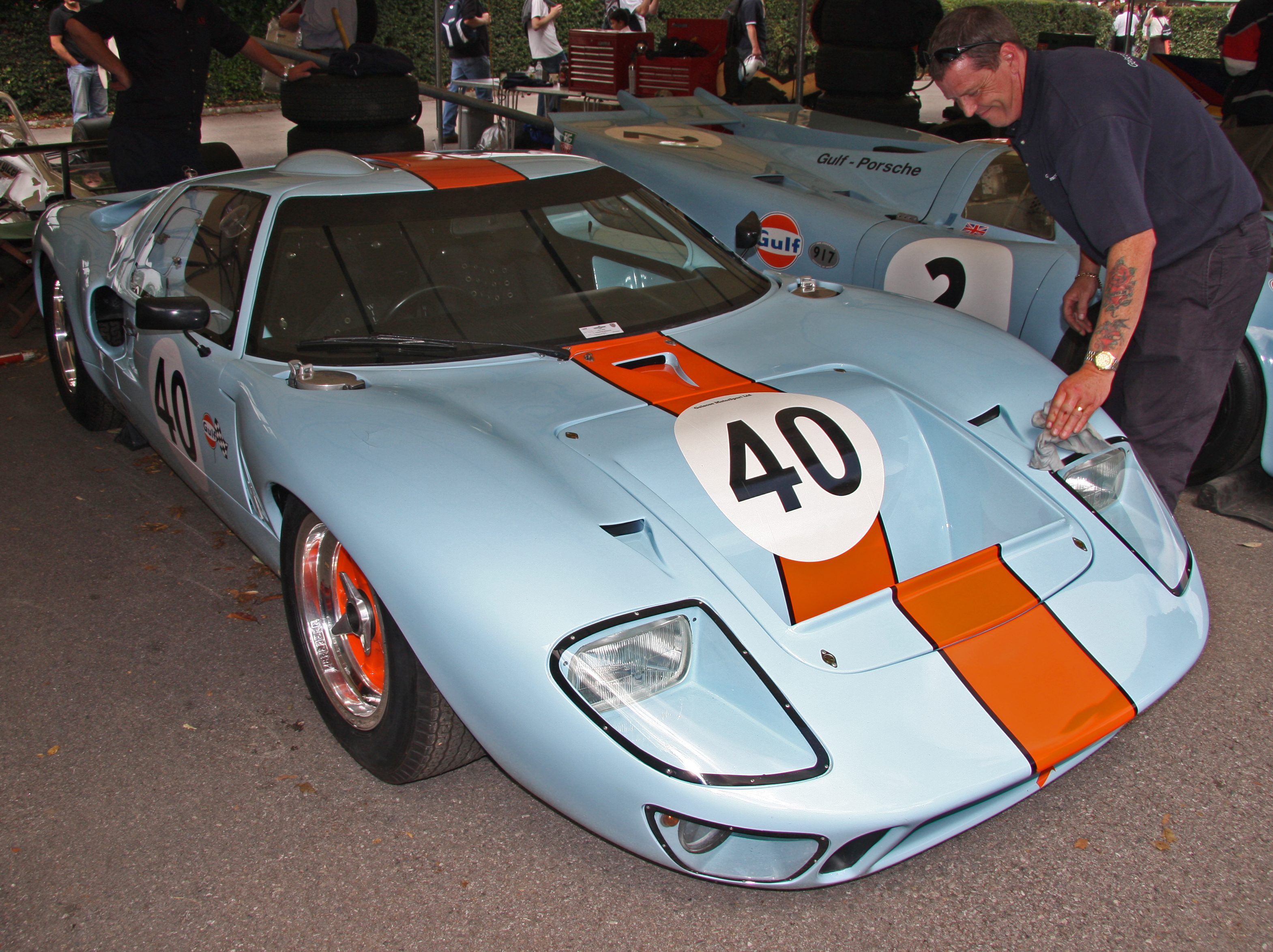
Une Ford GT40 aux couleurs de son sponsor Gulf Oil.

Gulf Oil fut avant tout associée à sa participation aux courses automobiles comme lorsqu'elle sponsorisa l'équipe John Wyer automotive dans les années 1960 et au début des années 1970. L'empreinte bleu clair et orange associée aux Ford GT40 et Porsche 917 est l'une des couleurs de course les plus connues et a été réutilisée par d'autres équipes sponsorisées par Gulf. Une part importante de cette popularité a été attribuée au film Le Mans (1971) où Steve McQueen incarne un coureur de l'équipe Gulf. La montre, une Heuer Monaco, que Steeve McQueen portait pour le film fut éditée aux couleurs et avec le logo Gulf.
De 1963 à 1980, Gulf avait un accord avec Holiday Inn, la plus grande chaîne d'hôtels du monde. Pour tous les Holiday Inn aux États-Unis ou au Canada qui acceptaient les cartes de crédit Gulf pour la nourriture et le logement, Gulf installait une station service à proximité. De ce fait, un arrêt suffisait pour l'essence, les services auto, la nourriture et le logement.
La promotion de l'essence No-nox se fit avec l'image d'un cheval ruant et laissant l'empreinte de deux fers sur le sol. En 1966, en faisant un plein de No-Nox, un adhésif aux couleurs vives était offert pour coller sur le pare-chocs. Un autre cadeau Gulf fut distribué pendant la campagne présidentielle américaine de 1968 : une épinglette en forme de fer à cheval et arborant soit l'âne démocrate, soit l'éléphant républicain.

## Passage à vide
Dans les années 1980, Gulf présentait toutes les caractéristiques de la grande compagnie qui avait perdu sa route. Elle avait un porte-feuille important mais très inefficace, ceci associé à une baisse du prix de son action. La valeur de Gulf commença à plonger et descendit même en dessous de sa break-up Value (valeur en dessous de laquelle les actionnaires peuvent décider de la liquidation).
Le déclin de Gulf en tant que compagnie indépendante commença quand la compagnie Mesa Petroleum fit une offre pour la plus grande société de services the cities Service company (plus généralement connue sous le nom de CITGO) qui était alors échangée pour moins de 0,2 dollar sur le marché. Mesa petroleum, alors détenue par T. Boone Pickens, fit d'abord une offre secrète à 45 dollars l'action pour une reprise à l'amiable et plus tard une offre publique à 50 dollars l'action lorsque Citgo eut refusé la première proposition à l'amiable. Gulf désamorça la mainmise de Mesa en faisant une offre à 63 dollars l'action. Citgo fut finalement achetée par Pickens au prix dérisoire de 55 dollars. Gulf dénonça cette vente cassée et ne se résigna qu'après 15 ans de litige avec les actionnaires.
Mesa et un groupe d'investisseurs associés se tournèrent ensuite vers Gulf. Ils acquirent rapidement 11 % du capital de la compagnie et engagèrent une guerre proxy pour prendre le contrôle du conseil d'administration. Pickens fit de lourdes critiques sur la gestion de Gulf et offrit une méthode alternative pour attirer des actionnaires alors que Gulf accusait un ralentissement important de son activité. Pickens avait la réputation d'être un raider faisant grimper les enchères sans jamais vraiment acquérir la compagnie. Au début des années 1980, il mettrait les actions en vente pour Cities service, General American Oil, Gulf, Phillips Petroleum and Unocal. Le but d'une telle opération était de provoquer une frénésie lors de la vente des actions et ainsi de réduire les dettes des compagnies. C'est une manœuvre standard pour augmenter le prix des actions, bien que potentiellement au détriment de bénéfices à long terme. Le prix des actions monterait brusquement et Pickens ferait un profit considérable.
Gulf compris les intentions de Mesa, la sous-évaluation qu'elles représentaient pour les affaires de Gulf, et la perte d'intérêts pour ses actionnaires. Gulf chercha par conséquent a résister à Mesa par différents moyens, se tournant finalement vers Chevron en 1984. Gulf se désinvestit de beaucoup de ses opérations autour du monde et fusionna ensuite avec Chevron. La fusion forcée des deux compagnies fut controversée et très discutée lors de son analyse par la Federal Trade Commission (FTC). La FTC n'approuva cette opération qu'à des conditions très strictes. Chevron, pour se mettre d'accord avec le gouvernement antitrust, dû céder dans l'est des États-Unis des stations à BP et à Cumberland Farms en 1985.

## Corruption
Au début des années 1970, la Gulf distribue au moins 12 millions de dollars de pots-de-vin ; ses agissements sont découverts lors de l’enquête sur le Watergate. Partout où l'entreprise avait un intérêt financier, elle recherchait à soudoyer les politiciens locaux. 35 000 dollars ont été investis pour faire élire un commissaire du comté d'Allegheny, où elle avait son quartier général de Pittsburgh. Le sénateur Howard Baker, les députés Hale Boggs, Melvin Price, Joe Evins, Craig Hosner et Chet Holifield reçoivent des pots-de-vin. La Gulf participe par ailleurs au financement de la campagne présidentielle de Richard Nixon en 1972.
Des millions de dollars sont également versés à l'étranger pour convaincre des responsables politiques de favoriser les intérêts de l'entreprise, en particulier en Italie et en Corée du Sud, et dans une moindre mesure en Turquie et en Bolivie.

## Conséquences
BP, Chevron, Cumberland farms et les autres compagnies qui acquirent des affaires de Gulf continuèrent de les mener en utilisant le nom de Gulf pendant les années 1990. Cela causa la confusion des consommateurs qui ne pouvaient utiliser la même carte de crédit dans tous les points de vente Gulf. Toutes les stations détenues par Chevron et BP ont depuis changé de nom. Gulf Oil Limited Partnership (GOLP) a racheté à Chevron les droits de diffusion de la marque Gulf pour les États-Unis. Chevron possède toujours la marque Gulf mais a cessé de l'utiliser. La plupart des stations Gulf en Amérique du Nord appartiennent à Cumberland Farms qui possèdent deux tiers de GOLP. Ajouté à cela, un certain nombre de franchises indépendantes continuent d'opérer sous le nom de Gulf comme l'American Refining Group qui est franchise par Chevron pour fabriquer et distribuer des lubrifiants marqués Gulf.
Gulf Oil International (GOI) detient les droits de la marque Gulf ailleurs qu'en Amérique du Nord, en Espagne et au Portugal. GOI appartient au groupe Hinduja et s'occupe principalement des lubrifiants, des huiles et des graisses. GOI est également engagée dans l'octroi de franchises de la marque Gulf à des opérateurs des secteurs automobile et pétrolier. On peut trouver des stations service Gulf dans plusieurs pays notamment au Royaume-Uni, en Belgique, aux Pays-Bas, en Suisse et à Madagascar. GOI a donc des intérêts, directs ou indirects, dans de nombreuses affaires qui utilisent la marque Gulf.